# Lichterfelder Fußball Club Berlin 1892 e.V.
Lichterfelder FC Berlin 1892 e.V. foi uma agremiação esportiva alemã, fundada em 1892, e sediada no bairro berlinense de Lichterfelde. O clube tem aproximadamente 1.300 membros e inclui em suas fileiras a maior juventude do país.

## História
A história da associação é marcada por uma longa série de fusões e mudanças de nome, algo bem comum na história do futebol alemão. Os mais antigos antecessores foram o FV Berlin Brandenburg, fundado a 20 de março de 1892, e FC Lichterfelde estabelecido  a 18 de junho de 1912.
O FV foi competitivo no início de 1900 até o clube ser dividido em dois com a formação do TuFV Helvellia Berlin. Os dois foram reunidos em 1905, mas com o advento da Primeira Guerra Mundial, quase desapareceu. No final da guerra, em 1919, o FV fundiu-se com o Berliner SC 09 Brandenburg para formar o Berlin Brandenburg SV. Uma outra união aconteceu em 1921, dessa vez com o 03 Berlin BBC-Brandenburg, em Berlim. Ambos e o Lichterfeld estavam jogando futebol no segundo nível. O SCB chegou a ganhar a promoção para a elite que durou dois anos. Em 1925, o BBC voltou a ser independente.
Em 1929, o 92 Brandenburg estava atuando como FV Berlin Brandenburg e, em 1933, fundiu-se com o FC Eintracht Lankwitz. Após a eclosão da Segunda Guerra Mundial, o FV formou uma parceria com o Rot-Weiß-Schöneberg, com o objetivo de continuar em campo com uma equipe. No fim da guerra, em 1945, as autoridades aliadas de ocupação decretaram a dissolução de todas as organizações da Alemanha, incluindo as esportivas. Nesse ano a composição da FVBB foi estabelecida como SG Steglitz-Friedena, renomeada FV Berlin Brandenburg, em 1950, e o clube Lichterfeld também reapareceu brevemente conhecido como SG Lichterfeld.
Em 1971, juntaram-se FCL e FVBB para criar o FV Lichterfelde Brandenburg, que por sua vez, se juntou em 1988 ao Lichterfelder Sport-União, fundado a 15 de fevereiro de 1951 para formar o VfB Lichterfelde 1892. A associação adotou o seu nome atual em 2004.
Os predecessores tiveram êxito apenas limitado. O Lichterfelder fez apenas aparições ocasionais na Berlin Amateurliga (III-IV) na década de 1950 e 1960. O Sport-União participou uma única vez do segundo nível da Berlin Regionalliga, na temporada 1966-1967.
O VfB ganhou a promoção para a Berlin Oberliga (IV), em 1989, permanecendo até 2004, quando foi rebaixado, após terminar na décima-sexta colocação. Um grande êxito foi o avanço para a final do Paul-Rusch-Pokal (Copa de Berlim) em 1998. O time, em  2006, foi campeão da Verbandsliga Berlin (V), retornando à Oberliga (IV).

## Estádio
O Lichterfeld manda seus jogos no Lichterfelde Stadion, em Steglitz. O estádio tem uma capacidade de 4.300, que inclui 1.800 lugares. 800 cobertos e descobertos 1.000. A construção das instalações começou em 1926 e finalmente a praça de esportes foi inaugurada em 16 de junho de 1929. De 1933 a 1945, a instalação era conhecida como Hitler Adolf Stadium era utilizada como local de treinamento para os Jogos Olímpicos de Berlim, em 1936. Severamente danificado no curso da guerra, o estádio não foi restaurado a uma condição utilizável até abril de 1952, passando por uma grande renovação que incluiu a instalação de refletores na década de 1980, seguido pela instalação de relva artificial na década de 1990.

## Cronologia recente
| 2004/05 | Verbandsliga Berlin (5) | 5ª  |  |  |  |  |  |  |  |
| 2005/06 | Verbandsliga Berlin     | 1ª  |  |  |  |  |  |  |  |
| 2006/07 | NOFV-Oberliga Nord (4)  | 6ª  |  |  |  |  |  |  |  |
| 2007/08 | NOFV-Oberliga Nord      | 8ª  |  |  |  |  |  |  |  |
| 2008/09 | NOFV-Oberliga Nord (5)  | 9ª  |  |  |  |  |  |  |  |
| 2009/10 | NOFV-Oberliga Nord      | 12ª |  |  |  |  |  |  |  |
| 2010/11 | NOFV-Oberliga Nord      | 12ª |  |  |  |  |  |  |  |
| 2011/12 | NOFV-Oberliga Nord      | 15ª |  |  |  |  |  |  |  |
|         |                         |     |  |  |  |  |  |  |  |

## Títulos
- Oberliga Berlin (IV) Campeão: 2006;
- Paul-Rusch-Pokal (Copa de Berlim) Finalista: 1998;